# Aspirador
|  | No ho confongueu amb Aspiradora. |

L'aspirador de laboratori és un dispositiu d'aspiració de pols, fums i vapors que absorbeix les partícules volàtils o en suspensió en l'aire, generades durant elaboracions de productes químics o compostos galènics.
Es troba dotat d'un carro mòbil i una campana articulada i transparent en els 2 extrems del tub articulat, per permetre el control visual de les operacions i de l'estat del prefiltre.
La filtració es realitza en 3 etapes:
1. Prefiltre en material sintètic regenerable mitjançant rentat, autoextingible i ignífug.
2. Filtre per vapors: d'absorció, de carboni actiu, no regenerable.
3. Filtre per pols: Filtre HEPA absolut de flux laminar, no regenerable, eficiència 99,995%.
La durada dels filtres és de 1.000 hores aproximadament, encara que aquest valor pot veure augmentat o disminuït depenent de les substàncies amb les quals s'hagi estat treballant.